# 魚住弘人
魚住弘人（うおずみ ひろと、1953年3月10日 - ）は、日本の実業家である。
元日立GEニュークリア・エナジーの取締役会長であり、原子力設計技術者である。
また、日立製作所「電力・インフラシステムグループ電力システム社原子力担当CEO」兼「福島原子力発電所プロジェクト推進本部長」を兼務しており、日本原子力学会会員、日本機械学会会員、電気学会会員である。

## 生出・学歴等
1953年福岡県北九州市生まれ。少年時代は長崎で過ごしたこともある。
中学生の頃から原子力技術、原子力政策に関心を持つ。
1971年に東京都立富士高等学校を卒業。
東京大学工学部原子力工学科で学び、東京大学野球部でも活躍する。
1974年の東京六大学野球秋季大会の1回戦で、法政大学の江川卓から3安打を放つ。

## 職歴
- 1975年に日立製作所日立工場入所。主に原子力機器、原子炉予防保全技術の設計開発に従事。その間、原子力営業、新事業開発部門を経る。
- 2003年原子力事業部原子力生産本部長。
- 2004年に日立事業所副事業所長兼原子力事業部副事業部長(電力・電機グループ原子力事業部原子力生産本部長)[2]。
- 2005年日立プラント建設株式会社に出向（空調システム事業本部副本部長）。
- 2007年に日立GEニュークリア・エナジー副社長に就任する。
- 2011年4月に取締役社長（原子力国際技術本部担当本部長）に就任する[3]。
- 2013年4月に日立製作所執行役常務に就任する[4]。
- 2015年4月1日に、日立GEニュークリア・エナジー取締役会長に就任する[5]。
- 2019年4月1日 取締役
- 2020年3月31日 退任

## 発言
2011年8月25日、魚住弘人社長とカナダのサスカチワン州のロブ・ノリス革新技術担当大臣は同州で共同研究開発の覚書に調印した。魚住社長は日本経済新聞とのインタビューで、「原子力に対する信頼回復が第一」と述べ、原発の安全性向上に最優先で取り組む姿勢を強調した。
「共同開発の狙いは？」の質問に対しては、「日本国内では原子炉の大型化が進んできたが、世界には建設コストや期間などの制約から原発を導入したくてもできない地域があり、小さな原子炉の需要がある。今回、サスカチワン州政府が小型原子炉の開発方針を打ち出したため、共同開発が実現した。新たなパートナーと開発の階段を一歩一歩上 がっていきたい」と述べた。
「7月にリトアニア政府から同国北東部に新設する原発の優先交渉権を得た。福島第1原発の事故後の世界の市場動向をどう見る？」の質問に対しては、
「一部の国では早々に原発から手を引くところもあるが、根強く原子力に期待を持っている国もある。福島の事故を踏まえて、我々も安全性を高めた上で、そういう国に対して対応していく。リトアニアについては、年末の正式契約に向けて交渉を続けている」と述べた。
2013年6月の株主総会では、株主からは原子力事業のリスクに関する質問が相次いだ。また、2012年に英国の原子力発電事業会社「ホライズン・ニュークリア・パワー」を買収したことの経営リスクを問う質問に対して、原子力事業を担当する魚住弘人執行役常務は、海外での状況を説明し。英ホライズンについて「英国政府の期待に応える形で進めている」と述べたほか、リトアニア、ベトナムでも原発事業への進出に取り組んでおり、インドなどでも受注を獲得していきたいと語った。